# Kurt Thiim
Kurt Thiim (født 3. august 1958 i Vojens) er en dansk racerkører.

## Karrieren kort
- 1974 Debut i karting.
- 1975 Vinder af pokalløb i karting klasse A National.
- 1977 Nummer otte i VM i karting i klasse A International. Modtager af Kartingsportens Ærespokal.
- 1978 Nummer tre i DM i FF1600. Kåret til Årets Motorsportsmand på fire hjul.
- 1979 Nordisk mester i formel Super VW. Nummer otte i Europamesterskabet i Formel Super VW.
- 1980 Nummer syv i EM i formel 3.
- 1981 Nummer otte i EM i formel 3. Nummer fire i Monacos F3 Grand Prix. Nummer ni i det britiske mesterskab i formel 3.
- 1982 Nummer 13 (delt) i EM i formel 3 efter blot en enkelt start. Nummer fem i EM i Sports 2000.
- 1983 Nummer 21 (delt) i EM i formel 3 efter en halv sæson.
- 1984 Tysk mester i formel 3. Nummer 20 (delt) i EM for Formel 3.
- 1985 Ingen løb grundet sponsormangel.
- 1986 Vinder af Deutsche Tourenwagen Meisterschaft. Nummer 10 i den tyske Porsche 944 Carrera Cup. Deltagelse i udvalgte løb i Europamesterskabet for standardvogne.
- 1987 Nummer 21 i Deutsche Tourenwagen Meisterschaft.
- 1988 Nummer 18 i Deutsche Tourenwagen Meisterschaft.
- 1989 Nummer 4 i Deutsche Tourenwagen Meisterschaft.
- 1990 Nummer 3 i Deutsche Tourenwagen Meisterschaft.
- 1991 Nummer 8 i Deutsche Tourenwagen Meisterschaft. Nummer to i Guia Trophy i Macau. Udgik af 24-timers løbet på Le Mans.
- 1992 Nummer 2 i Deutsche Tourenwagen Meisterschaft.
- 1993 Nummer 6 i Deutsche Tourenwagen Meisterschaft.
- 1994 Nummer 5 i Deutsche Tourenwagen Meisterschaft.
- 1995 Nummer 4 i Deutsche Tourenwagen Meisterschaft. Nummer 8 i International Touring Car-mesterskab.
- 1996 Nummer 18 i International Touring Car-mesterskab.
- 1997 Nummer 18 i tysk Super Tourenwagen Cup. Deltagelse i udvalgte løb i FIA GT-mesterskab.
- 1998 Nummer 16 i Deutsche Tourenwagen Challenge. Nummer 8 i 24-timers løbet på Nürburgring. Nummer 8 i 24-timers kartingløbet Karting Cologne. Flere klassesejre i Veedol Langstreckenpokal på Nürburgring.
- 1999 Nummer 37 i Deutsche Tourenwagen Challenge. Nummer 6 i 24-timers kartingløbet Karting Cologne. Deltagelse i Veedol Langstreckenpokal på Nürburgring og 24 timers løbet på Nürburgring.
- 2000 Nummer 19 i Dansk Touringcar Challenge. Vinder af i Spezial Tourenwagen Trophy i Tyskland. Nummer 3 i 24-timers kartingløbet Karting Cologne. Deltagelse i Veedol Langstreckenpokal på Nürburgring og 24 timers løbet på Nürburgring.
- 2001 Nummer 6 i V8 Star-serien i Tyskland. Nummer 2 i 24-timers løbet på Nürburgring. Nummer 2 i DM for Special Saloon. Deltagelse i udvalgte løb i Spezial Tourenwagen Trophy.
- 2002 Nummer 9 i V8 Star-serien i Tyskland. Nummer to i Danish Touringcar Championship.
- 2003 Nummer syv i Danish Touringcar Championship.. Nummer 13 i V8 Star-serien i Tyskland. Nummer 19 (delt) i den tyske Porsche Carrera Cup.
- 2004 Nummer otte i Danish Touringcar Championship.. Nummer 27 generelt og nummer 11 i klassen i 24-timers løbet på Nürburgring. Nummer 70 i VLN Langstrecken Pokal på Nürburgring.
- 2005 Nummer 19 (delt) i Danish Touringcar Championship.. Nummer fem i gruppe N National / Yokohama Cup 2000. Nummer 472 (delt) i BF Goodrich Langstrecken Meisterschaft på Nürburgring. Nummer otte i Benelux Racing League V6. Gæstekører i Porsche Carrera Cup Scandinavia.
- 2006 Nummer 15 i Danish Touringcar Championship.. Gæstekører i ADAC Volkswagen Polo Cup. Nummer 246 i BF Goodrich Langstrecken Meisterschaft på Nürburgring. Deltagelse i rhino's GT Series. Deltagelse i Danish Endurance Championship.
- 2007 Danish Touringcar Championship. i BMW 320si E90 Poulsen Racing / Le Mans Series i Corvette Z06 Markland Racing